# Brownfield (Texas)
Brownfield is een plaats (city) in de Amerikaanse staat Texas, en valt bestuurlijk gezien onder Terry County.

## Demografie
Bij de volkstelling in 2000 werd het aantal inwoners vastgesteld op 9488.
In 2006 is het aantal inwoners door het United States Census Bureau geschat op 9152, een daling van 336 (-3,5%).

## Geografie
Volgens het United States Census Bureau beslaat de plaats een oppervlakte van
16,5 km², waarvan 16,4 km² land en 0,1 km² water.

## Plaatsen in de nabije omgeving
De onderstaande figuur toont nabijgelegen plaatsen in een straal van 40 km rond Brownfield.